# Cuproskłodowskit
Cuproskłodowskit (kuproskłodowskit, jachymowit) – minerał, krzemian uranylu. Występuje w strefach utleniania utworów zawierających minerały uranu.
Z cuproskłodowskitem może współwystępować uranofan, malachit, torbenit, oraz skłodowskit. Jest minerałem przezroczystym do przeświecającego.
Nazwany na cześć Marii Skłodowskiej-Curie z przedrostkiem cupro od łacińskiej nazwy miedzi (cuprum). Nazwę tę nadał w 1933 belgijski mineralog Henri Buttgenbach.

## Występowanie
Jest minerałem bardzo rzadkim. Występuje w Kongo (Schaba), Czechach (Jáchymov), Polsce (Miedzianka), Niemczech, USA (Utah) i Maroku.

## Zastosowanie
- minerał kolekcjonerski - należy go przechowywać w szczelnych, ołowianych pojemnikach chroniących przed promieniowaniem[2].